# Saint Vincent e Grenadine ai Giochi della XXIV Olimpiade
Saint Vincent e Grenadine partecipò ai Giochi della XXIV Olimpiade, svoltisi a Seul, Corea del Sud, dal 17 settembre al 2 ottobre 1988, con una delegazione di 6 atleti impegnati in una disciplina.